# Rabalder i Ramlösa
Rabalder i Ramlösa är en teateruppsättning som spelades på Fredriksdalsteatern i Helsingborg sommaren 2008. Pjäsen skrevs av Adde Malmberg och Johan Schildt. Den regisserades av Roine Söderlundh. All musik komponerades av Margareta Nilsson. Pjäsen var den 15:e uppsättningen som Eva Rydberg satte upp som teaterchef för Fredriksdalsteatern. Pjäsen sändes i SVT 1 på Trettondagsafton 2009. 

## Handling
Handlingen utspelar sig på Ramlösa brunn år 1907. En ny paviljong ska invigas av en ny doktor som ska komma. Gäster har samlats för att ta del av detta stora ögonblick. Men brunnen sinar. Disponent Rosenius bestämmer sig för att inte säga något till gästerna utan serverar istället kranvatten. När doktorn som skulle hålla talet inte dyker upp får disponent Rosenius hålla invigningstalet. Mitt under talet får stamgästen Grevinnan Falkenvråk, som är där med sin son Maximilian, ett bistick. Medan hon tas till syster Britta kallar hon på sin trotjänarinna Hulda. Grevinnan erbjuds ett gratis gyttjebad och i och med det så lämnar alla utom Hulda doktorsmottagningen. Hulda, som har en hemlig dröm om att bli doktor ska bara prova doktorsrocken när Syster Britta oväntat kommer in på mottagningen och ser Hulda stå där. Syster Britta tar Hulda för den nya försenade doktorn. Gäster strömmar in på mottagningen. Hulda spelar med ett tag.
När äventyraren Sten Helin anländer till brunnen möts han av kvinnor som suktar efter honom. Han faller nedför trappan och bryter benet. Han tas snabbt till "doktor" Hulda för gipsning. När Hulda gipsar båda hans ben börjar syster Britta bli misstänksam. När hon sedan märker att Hulda inte är någon riktig doktor tänker hon berätta för disponenten. Men Hulda har sett att Britta inte är så oskyldig heller. Britta har korvgömmor lite här och var på brunnen. Detta passar sig inte då Ramlösa Brunn är strikt vegetariskt. De kommer överens om att Hulda inte ska säga något om korvarna och att Britta ska lära Hulda hur man är doktor.
Helt oväntat får brunnen senare ett besök av Doktor Björk, den riktiga doktorn. Nu måste allt rättas till snabbt.  

## Medverkande
- Eva Rydberg - Hulda Hansson
- Marianne Mörck - Grevinnan Falkenvråk
- Martin Karlsson - Maximilian Falkenvråk
- Siw Carlsson - Hildur Jönsson
- Adde Malmberg - Disponent Sigfrid Rosenius
- Katarina Elmberg - Majken Rosenius
- Ingvar Andersson - Major Gustav Spetz
- Gunilla Poppe - Agnes Spetz
- Siw Erixon - Syster Britta
- Hans-Peter Edh - Doktor Åke Björk
- Toni Rhodin - Sten Helin
- Kalle Rydberg - Per Persson
- Christina Wester - Åsa Kvist
- Elinor Westin - Greta
- Jonas Åhnberg - Nisse
- Kristian Nielsen - Erik

## Sånger
Alla texterna i uppsättningen skrevs av Adde Malmberg och Johan Schildt. All musik komponerades av Margareta Nilsson.

### Första akten
- Ramlösa Brunn - Syster Britta, Majken, Per, Åsa, Major Spetz, Agnes Spetz, Greta och Nisse.
- Tänk om man kunde vara doktor  - Hulda
- De sjukas glada klagosång - Grevinnan Falkenvråk, Åsa, Agnes Spetz, Hildur, Per, Maximilian och Nisse
- Hyllningssång till Sten Helin - Åsa, Hulda, syster Britta och Hildur
- Korvduetten - Hulda och Syster Britta
- varför är det ingen som vill lyssna på oss? - Majken, Åsa, Per, Greta och Nisse
- Vad ska hända - Majken, Åsa, Per, Greta och Nisse

### Andra akten
- Det är dags- Majken, Åsa, Per, Greta och Nisse
- Doktor Björks fnittriga sluddersång - Doktor Björk
- Grevinnans sång om sin goda hälsa - Grevinnan Falkenvråk
- Den utmattade disponentens sång - Sigfrid
- Balladen om Skelögda Elin - Hulda
- Sången om blommor och bin - Majken, Maximilian, Sten och Åsa
- Tyrolerdrömmar - Doktor Björk och Sigfrid
- Rabalder i Ramlösa - Hildur, Åsa, Majken, Per, Maximilian, Greta och Nisse
- Länge leve vattnet - Alla

## Övriga medverkande
- Manus och sångtexter - Adde Malmberg och Johan Schildt
- Kompositör - Margareta Nilsson
- Regi - Roine Söderlundh
- Koreografi - Rennie Mirro
- Scenografi - Ingemar Wiberg
- Kostymdesign - Marianne Lunderquist

## Övrigt
Toni Rhodins karaktär Sten Hedin är menat att vara en parodi på upptäctksresaren Sven Hedin.